# Alexandre Jollien
Alexandre Jollien, né le 26 novembre 1975 à Sierre, est un philosophe et écrivain suisse.

## Biographie
Alexandre Jollien naît le 26 novembre 1975 à Sierre, dans le canton du Valais. Son père, Norbert, est chauffeur de poids lourds ; sa mère, Louiselle, est sommelière.
À cause d'un étranglement par cordon ombilical, il naît infirme moteur cérébral. De trois à vingt ans, il vit à Sierre dans une institution spécialisée pour personnes handicapées.
Il entre au lycée-collège de la Planta, à Sion, en 1997, puis à l’Université de Fribourg, où il obtient une licence en lettres au printemps 2004, puis une maîtrise en philosophie. Il étudie également le grec ancien au Trinity College de Dublin de 2001 à 2002.

### Vie privée
Alexandre Jollien se marie en 2004 avec Corine, une Suissesse qu’il a rencontrée à Dublin en 2000 lors de son échange Erasmus. Ils ont trois enfants : Victorine, née en 2004, Augustin, en 2006, et Céleste, en 2011,.
De 2013 à 2016, il séjourne avec sa famille à Séoul, en Corée du Sud, pour se « refaire une santé » : il a en effet l'occasion d'y approfondir sa pratique du zen tout en se plaçant sous l'égide d'un maître et poursuit sa quête de connaissance des Évangiles[réf. nécessaire].
En juin 2021, il affirme publiquement son homosexualité sur les réseaux sociaux, après avoir révélé en 2018 dans son ouvrage La sagesse espiègle sa dépendance à la cyberprostitution masculine,.
En juin 2022, il fait l'objet d'une plainte pour agression et exhibition sexuelles de la part d'un homme âgé de 20 ans au moment des faits,. Il conteste fermement ces actes qui auraient été commis durant l'été 2015. L'enquête est classée sans suite en octobre 2023.

## Œuvre littéraire
Son premier ouvrage, Éloge de la faiblesse, paru en 1999, a été accueilli par le prix Montyon 2000 de littérature et de philosophie. Il a été adapté et mis en scène en 2005 par Charles Tordjman, et en tournée en Suisse et en France jusqu'en 2007.
Cette même année 2007, il aide Bernard Campan à écrire le scénario de La Face cachée.
Son ouvrage Le Philosophe nu a reçu le Prix Psychologies-Fnac 2010.
Spécialiste de philosophie grecque[réf. nécessaire], il est également conférencier et intervient dans le cadre du rapport au handicap, comme dans une vidéo pour Pôle emploi en France.
Alexandre Jollien a reçu en 2000 le prix Mottart de l’Académie française pour l'ensemble de ses travaux et en 2010 le prix Pierre Simon « éthique et société » pour l'ensemble de son œuvre.

## Œuvre

### Ouvrages
- Éloge de la faiblesse, Paris, Éditions du Cerf, 1999, 108 p. (ISBN 978-2-204-06384-5) Existe en livre audio, lu par Bernard Campan et Michel Raimbault, éditions Audiolib, 2012  (ISBN 9782356414328)

- Prix Mottart 2000 de l’Académie française
- Le Métier d'homme, Seuil, 2002 (ISBN 978-2-02-052606-7)
- La Construction de soi : un usage de la philosophie, Seuil, 2006, 192 p. (ISBN 978-2-02-062888-4) Existe en livre audio, lu par Bernard Campan, éditions Lire dans le noir, 2007  (ISBN 9782952761215)
- Le Philosophe nu, Seuil, 2010, 192 p. (ISBN 978-2-02-095915-5)
- Petit Traité de l'abandon : pensées pour accueillir la vie telle qu'elle se propose, Seuil, 2012, 117 p. (ISBN 978-2-02-107941-8)
- Vivre sans pourquoi : Itinéraire spirituel d'un philosophe en Corée, Seuil-L’Iconoclaste, 2015, 338 p.
- Trois amis en quête de sagesse avec Matthieu Ricard et Christophe André, L'Iconoclaste-Allary Éditions, 2016
- La sagesse espiègle, Gallimard, 2018, 224 p.
- À nous la liberté, avec Christophe André et Matthieu Ricard, L'Iconoclaste-Allary Éditions, 2019
- L'Abécédaire de la Sagesse, avec Christophe André et Matthieu Ricard, L'Iconoclaste-Allary Éditions, 2020
- Cahiers d'insouciance, Gallimard, 2022  (EAN 9782072758621)

Livres audio
- Éloge de la faiblesse, lu par Bernard Campan et Michel Raimbault, éditions Audiolib, 2012  (ISBN 9782356414328)  - Prix Lire dans le noir 2012, et Grand Prix du livre audio La Plume de Paon 2013[16]
- La Construction de soi, lu par Bernard Campan, éditions Lire dans le noir, 2007  (ISBN 9782952761215)

### Cinéma
Alexandre Jollien tourne, en 2020, avec Bernard Campan le film Presque (2022), dans lequel ils jouent tous les deux. Le film est sorti au Festival du film francophone d'Angoulême en août 2021.

## Entretiens, vidéos et documentaires
- Post Scriptum, l'illusion de l'(A)normalité, Le Film, Un regard croisé entre Alexandre Jollien et Jean-Pierre Brouillaud un film de Julie-Anna Richard et de Jean-Cedric Rimaud, réalisé dans le cadre du Festival theplacetobe- Lyon, 2020.
- Alexandre Jollien, la philosophie de la joie[18], entretiens avec Alexandre Jollien, commentaire de Bernard Campan, collection « La Voix au chapitre », éditions Textuels, Paris, 2008 - Un livre sonore, un CD audio  (ISBN 978-2-84597-305-3)
- Le bonheur d'Alexandre, documentaire de Joël Calmettes, Chiloé productions, 2006 -  DVD de 85 minutes Contient aussi la conférence d'Alexandre Jollien « Les obstacles au bonheur » de 2004.
- Entretien avec Boris Cyrulnik sur KTOTV en 2012[19]
- De chaire et d'âme, rencontre avec Philippe Pozzo di Borgo, documentaire de Raphaëlle Aellig Régnier en 2012
- Création le 26 novembre 2018 d'une chaîne Youtube où il offre tous les lundis des pharmacopées de quelques minutes (20 pharmacopées au 16 juillet 2019)[20].

## Adaptations théâtrales de ses œuvres
- Éloge de la faiblesse, adapté et mis en scène par Charles Tordjman[13], compagnie du Passage, Suisse. Tournée en Suisse et en France, de 2005 à 2007.
- La Construction de soi, adaptation de Maryse Hache, mise en scène de Maryse Hache et Olivier Lacut, théâtre Les Déchargeurs[21], Paris, mars à juin 2010.
- Le métier d'homme, adapté et mis en scène par de Christophe Blangéro, théâtre La Genette Verte. Tournée en Lozère, 2013 et 2014